# 水仙月の四日
「水仙月の四日」（すいせんづきのよっか）は、宮沢賢治の童話である。賢治が生前に出版した唯一の作品集『注文の多い料理店』に収録されている。

## 刊行の経緯
作品は賢治のほか、及川四郎および発行人である近森善一らの協力によって『注文の多い料理店』に収録され、自費出版に近いかたちで発行された。当時はあまり評価されなかった作品である。

## 登場人物
雪婆んご（ゆきばんご）
東北地方の妖怪を元にした賢治のオリジナル。猫耳を持ち、雪童子達を使って猛吹雪を起こす冬の魔女。
雪童子（ゆきわらす）
物語の主人公。2頭の雪狼を従え、鞭を使って猛吹雪を起こす賢治のオリジナルのキャラ。「僕」という言葉遣いから少年という事がわかる。
雪狼（ゆきおいの）
雪童子の言葉を解す忠実なしもべ達。自由に空宙を駆けまわり吹雪を起こす能力を持つ。狼なら前足で雪を掘るところが後足になっているのはご愛嬌。これも賢治のオリジナルのキャラである。
3人の雪童子たち
主人公の他に3人の雪童子が登場する。西から雪婆んごに従って仕事を手伝い、西に帰っていった。2頭の雪狼とは別の9頭の雪狼を従えている。
赤い毛布のこども
父が焼いた炭を橇に乗せて山を下り、食料などを仕入れる労働をしている子供。女の子（妹トシの投影）とする説、赤は『風の又三郎』の赤毛、労働や砂糖は『銀河鉄道の夜』のジョバンニを連想させるから男の子とする説などがある。当時この程度の労働は女の子でもさせられていたので性別は不明というのが定説である。

## あらすじ
水仙月の四日に、二匹の雪狼を従えた雪童子と赤い毛布をかぶった子供が雪山で出会うところから物語が始まり、目には見えない雪童子は子供にヤドリギの枝を投げてからかい、子供は不思議そうに枝を拾って家路を急ぐが、天候が急変し、雪婆んごが別の雪童子を連れてやってくる。雪童子は鞭を鳴らし仕事にとりかかるが、雪婆んごの目をごまかして、子供の命を取る事を見逃してやる。夜になって吹雪はおさまり、雪婆んごは満足して東に去ってゆく。だれもいなくなってから、雪童子は雪に埋まった子供を掘り出して救ってやる。しかし子供は最後まで雪童子の存在に気づくことはない。

## 鑑賞
岩手の春先には、突風をともなう短時間の吹雪がよく発生する。それをモチーフにした童話である。
雪婆んごの手下である雪童子は、人間には目に見えない存在。話し相手に恵まれず、雪の野山で鞭を鳴らし、友達といえるのは雪狼だけ、時には人を殺すのが仕事という孤独な少年の物語である。悪戯で投げたやどり木の枝のおかげで、こどもが振り向いてくれたり、死にそうになりながらもその枝を捨てないでいてくれたことが、少年には嬉しかったのである。赤い毛布のこどもに対して、友情もしくは恋心が生まれ、凍った雪童子の心に春がやってきたからこそ、冬の魔女にささやかな反逆をせざるを得なかったのである。
詩人谷川雁は、狼、赤い毛布をかぶった子供、老婆の組み合わせから、童話赤頭巾との共通性を指摘している。かつて現代の小中学生たちを十数名集めて『水仙月の四日』の実験劇をさせてみた際、野生的な容姿で革鞭を持つ雪童子の役は男の子に人気があり、女の子たちの人気が集中したのは、何と言っても白髪で猫のような耳を持ち、母性を垣間見せる雪婆んごの役であったと述べている。
「カシオピィア、／もう水仙が咲き出すぞ／おまへのガラスの水車／きつきとまはせ。／アンドロメダ、／あぜびの花がもう咲くぞ、／おまへのランプのアルコホル、／しゅうしゅと噴かせ。」この歌詞は賢治の創作で、春の夜中には最も見えにくい（あるいは没して見えない）天体をモチーフにして、季節の進行をうながす歌とされている。
カシオペアはアンドロメダの母。ガラスとは天球の象徴で、賢治はカシオペヤ座の回転を北極星と天の川の位置関係から、１日１回転するガラス水車に見立てたものとされている。
「あぜび」とは盛岡では4月に開花するアセビの方言で、英語ではJapanese Andromeda（日本のアンドロメダ）といい、アンドロメダ星雲をアルコールの淡い焔に例えたものとされている。

## 作中の設定について
水仙月
水仙月は暦上の月ではなく、賢治が創作した月である。1月説〜4月説まであって同定はされていない。それとは別に、特定の月ではなく文字通り水仙が咲く月を指しており、地方毎に異なって当然とする説もある。雪婆んごの「ここらは水仙月だよ…」という言い方もそれを物語っている。この説に従えば盛岡の水仙月は4月となり、4月4日近辺は統計上、吹雪や寒波の特異日ということが判明している。
一方本文中に「しずかな奇麗な日曜日を、一そう美しくしたのです」という一文がある事から、この水仙月の四日が日曜日であった事が読み取れる。『注文の多い料理店』の刊行は1924年（大正13年）のことであるが、うち水仙月の四日は1922年（大正11年）1月19日に完成した事が判明している。ところがこの年の1月〜4月には4日が日曜日であった月はない。しかし本作の構想期間であったろう前年の1921年（大正10年）においては直前の12月4日が日曜日に該当する。これを以って賢治が意図した水仙月とは12月であったとする説もある。その裏付けとして雪童子たちの会話「こんどはいつ会ふだらう。」「いつだらうねえ、しかし今年中に、もう二へんぐらゐのもんだらう。」が、まだまだ厳しい冬が続く時期である事を示唆していると見る向きもある。仮にこの「今年中」が今季を指すならば3月頃の会話と推測されるが、額面通り年の暮れまでを意味するならばこれは12月の会話以外はあり得ないからである。
なお水仙は品種によっても開花時期が異なり、遅咲きのセイヨウスイセンやラッパスイセンなどは3月～4月、早咲きのニホンズイセンや冬咲きスイセンなどは12月～2月頃の開花である。水仙月の時期はすなわち賢治がどの種の水仙をイメージしたかに依存し、それによっても本作の背景は異なって来る。前者であれば厳しい冬の後に来るであろう雪解けとすぐそこまでに迫った春の訪れを示唆し、後者であれば逆に水仙月の四日イコール厳冬の訪れの象徴と言う、全く正反対の解釈となる。

## その他
賢治の著作権保護期間満了後に、本作をベースとした絵本が複数刊行されている。そのうち、伊勢英子によるもの（偕成社）は、1996年に産経児童出版文化賞美術賞を受賞した。
著作権保護期間内の例としては、1982年に札幌開成高校演劇部が本作を全国高等学校演劇大会において上演、最優秀賞を受賞している。
これは当時著作権保有者であった宮澤清六氏（賢治実弟）の上演許可を得ての事である。